# Árachos
Árachos är en ort i Grekland.   Den ligger i prefekturen Nomós Imathías och regionen Mellersta Makedonien, i den norra delen av landet, 300 km norr om huvudstaden Aten. Árachos ligger 5 meter över havet och antalet invånare är 415.
Terrängen runt Árachos är mycket platt. Runt Árachos är det ganska tätbefolkat, med 58 invånare per kvadratkilometer. Närmaste större samhälle är Giannitsá, 16,9 km nordväst om Árachos. Trakten runt Árachos består till största delen av jordbruksmark.